# 参果滩村墓地
参果滩村墓地，位于中国青海省化隆县牙什尕乡参一村，为青海省市县级文物保护单位，公布日期为1986年12月8日，类型为古墓葬。
参果滩村墓地的历史年代为新石器时代。